# The Peripheral
The Peripheral (conocida como La periferia: Conexión al futuro en Hispanoamérica) es una serie de televisión estadounidense de ciencia ficción producida y creada por Scott Smith. Producida por Amazon, se basa en la novela El periférico de 2014, publicado por el escritor William Gibson. Ambientada aproximadamente una década en el futuro, con nueva tecnología que ha cambiado la sociedad de manera sutil, una gamer de realidad virtual recibe una conexión con una realidad alternativa, así como con un oscuro futuro propio.
Los creadores de Westworld, Jonathan Nolan y Lisa Joy, son los productores ejecutivos, junto con Athena Wickham, Steve Hoban y Vincenzo Natali. La serie se estrenó mundialmente el 11 de octubre de 2022 en el Ace Hotel de Los Ángeles, antes de su estreno el 21 de octubre de 2022 en Amazon Prime Video. En agosto de 2023, la serie fue cancelada por Amazon Prime Video a raíz de la extensa duración de las huelgas SAG-AFTRA de 2023 y del Sindicato de Guionistas de Estados Unidos de 2023, luego de haber recibido la aprobación para una segunda temporada seis meses antes.

## Sinopsis
En un futuro donde la tecnología ha alterado la sociedad, una mujer solitaria llamada Flynne se encuentra condenada a manos del destino. Mientras trata de unir las piezas de su familia rota, descubre una conexión secreta con una realidad alternativa y su propio futuro oscuro.

## Reparto
- Chloë Grace Moretz como Flynne Fisher
- Gary Carr como Wilf Netherton
- Jack Reynor como Burton Fisher
- Eli Goree como Conner
- Charlotte Riley como Aelita
- JJ Feild como Lev
- Adelind Horan como Billy Ann Baker
- T'Nia Miller como Cherise
- Alex Hernández como Tommy Constantine
- Austin Rising como Leon
- Louis Herthum como Corbell Pickett
- Chris Coy como Jasper
- Melinda Page Hamilton como Ella
- Katie Leung como Ash
- Alexandra Billings como la detective Ainsley Lowbeer
- Amber Rose Revah como Grace Hogart

## Producción

### Desarrollo
En abril de 2018, los creadores de Westworld, Lisa Joy y Jonathan Nolan, anunciaron que  iban a desarrollar una adaptación como serie de televisión de la novela The Peripheral de William Gibson para Amazon con un compromiso de guion a serie.  En abril de 2019 se anunció que Joy y Nolan habían firmado un acuerdo general en Amazon Studios,  y el proyecto recibió un pedido de serie a mediados de noviembre de 2019, con Joy y Nolan como productores ejecutivos bajo su acuerdo general. Más allá de Joy y Nolan, los productores ejecutivos incluyen a Athena Wickham, Steve Hoban y Vincenzo Natali .  La serie tendrá episodios de una hora y será desarrollada por Kilter Films, a través de Amazon Studios. Warner Bros. Televisión también participa como productor, con Scott Smith como escritor. Smith creará la serie, mientras también se desempeña como showrunner y productor ejecutivo. Natali dirigirá el piloto de la serie.  El 30 de marzo de 2021, Greg Plageman se unió a la serie como productor ejecutivo; reemplazando a Smith como showrunner.

### Casting
En octubre de 2020, se anunció que Chloë Grace Moretz fue elegida para el papel principal de Flynne Fisher,  con Gary Carr también uniéndose al elenco principal.  En marzo de 2021, Jack Reynor se unió a la serie en un papel principal.  Al mes siguiente, Eli Goree, Charlotte Riley, JJ Feild, Adelind Horan, T'Nia Miller y Alex Hernandez se agregaron al elenco principal.  En junio de 2021, Louis Herthum, Chris Coy, Melinda Page Hamilton, Katie Leung y Austin Rising se unieron al elenco en papeles recurrentes.  En julio de 2021, Alexandra Billings se unió al elenco en un papel recurrente.

### Rodaje
La fotografía principal de la serie comenzó el 3 de mayo de 2021 en Londres, Reino Unido.  El rodaje se trasladó a Marshall, Carolina del Norte el 24 de septiembre.  La producción de la serie terminó el 5 de noviembre de 2021.

## Recepción
El sitio web del agregador de reseñas Rotten Tomatoes informó un índice de aprobación del 77% con una calificación promedio de 6.6/10, según 52 reseñas de críticos. El consenso de los críticos del sitio web dice: "En algún lugar en los límites de esta visión de ciencia ficción hay una narrativa convincente, pero el enfoque único de The Peripheral en sus nobles ideas se produce a expensas del carácter o la coherencia". Metacritic, que utiliza un promedio ponderado, se le asignó una puntuación de 57 sobre 100 basada en 20 críticos, lo que indica "críticas mixtas o promedio".